# Empyr
Empyr – francuska grupa rockowa założona w 2007 roku. Tworzą ją dawni członkowie zespołów: Kyo, Vegastar, Watcha i Pleymo. Muzykę wykonują w języku angielskim.

## Członkowie
- Benoît Poher z Kyo (wokal)
- Florian Dubos z Kyo (gitara)
- Frédéric Duquesne z Watcha (gitara)
- Benoît Julliard z Pleymo (gitara basowa)
- Jocelyn Moze z Vegastar (perkusja)

## Dyskografia

### Albumy
- 2008: The Peaceful Riot
- 2011: Unicorn

### EP
- 2009: Your skin, my skin

Utwór Give me more z albumu Unicorn został wykorzystany w filmie Oszukać przeznaczenie 5 z 2011 roku.